# ГЕС Аппер-Трішулі 3A
ГЕС Аппер-Трішулі 3A – гідроелектростанція у Непалі. Знаходячись перед ГЕС Трішулі (22 МВт), наразі становить верхній ступінь каскаду на Трішулі, лівій притоці річки Сеті-Гандакі, котра в свою чергу є лівою твірною Гандакі (впадає ліворуч до Гангу). Можливо відзначити, що в 2019 між станціями Аппер-Трішулі 3A та Трішулі почалось будівництво ГЕС Аппер-Трішулі 3B (37 МВт), крім того вище по течії також планується спорудження кількох станцій каскаду (зокрема, вже ведуться роботи по ГЕС Расувагаді).
В межах проекту річку перекрили бетонною водозабірною греблею, яка спрямовує ресурс до прокладеного через правобережний гірський масив дериваційного тунелю довжиною 4,1 км. Він доправляє воду до машинного залу, обладнаного двома турбінами потужністю по 30 МВт.
Видача продукції відбувається по ЛЕП, розрахованим на роботу під напругою 132/220 кВ (до/після підстанції, розміщеної біля майбутньої станції Аппер-Трішулі 3В).
Будівництво станції, розпочате у 2011-му, затрималось на кілька років через землетрус 2015-го, котрий сильно пошкодив дорожну інфраструктуру району. В результаті запуск першої турбіни відбувся у травні 2019-го.